# Allee der Kosmonauten (Band)
Allee der Kosmonauten war eine christliche Rockgruppe, die aus Mischa Marin (Gesang) und Jürgen „Jott“ Fürwitt (Schlagzeug) und ihrer vierköpfigen Liveband bestand. Die Gruppe entstand aus einer Formation namens Kyd Moses.

## Geschichte

### Kyd Moses
Die Besetzung von Kyd Moses bestand aus Christian Ettinger (1994–1997), Uli König (1997–1999), Ziggy Holzmann (1994–2003), Mischa Marin (seit 1994) und Jürgen Fürwitt (seit 1994).
1995 erschien die erste Single Kinder der Nacht bei BMG/Hansa. 1997 wurde das Album U-Topic eingespielt, welches aber nie veröffentlicht wurde, weil sich die Band zuvor von dem Plattenlabel trennte. Die zweite Single Brich mir dein Herz wurde 1998 bei dem Label Arcade veröffentlicht. Das im selben Jahr eingespielte Album Delphine wurde ebenfalls nicht veröffentlicht, da das Label in Konkurs ging.
1999 begleitete die Band für ein halbes Jahr Nena als Support auf einer Tour durch Deutschland, Österreich und die Schweiz. Im Jahr 2000 kam es nach der Hinwendung zum christlichen Glauben zum Namenswechsel. Fortan hieß die Gruppe „Allee der Kosmonauten“.

### Allee der Kosmonauten
Die ersten beiden Singles Brich mir Dein Herz und Schneetrick erschienen bei Grönland, dem Label ihres „Entdeckers“ Herbert Grönemeyer, von dem sie sich 2002 trennten. 2003 verließ Gitarrist Ziggy Holzmann die Band, um sich beruflich neu zu orientieren.
Im Folgejahr initiierten die Musiker das Projekt Zeichen der Zeit, für das sie Songs schrieben und andere bekannte Künstler zur Mitarbeit bewegen konnten (z. B. Rolf Stahlhofen, Xavier Naidoo, Patrick Nuo, Ben, Laith Al-Deen, Sarah Brendel, Judy Bailey und Paddy Kelly). Die erste Single Du bist nicht allein erreichte Platz 8 der deutschen Singlecharts.
Im Jahre 2003 erschien die Band zum ersten Mal im christlichen Kontext bei einem kurzen Konzert in der voll besetzten Waldbühne während des Ökumenischen Kirchentages in Berlin. Das Album Zeichen der Zeit wurde im Jahr 2004 veröffentlicht, mit dabei waren, neben den oben genannten Musikern, unter anderen Katy Karrenbauer, Edo Zanki, Jazzkantine, Cappuccino, Yvonne Catterfeld, W4C, Beatbetrieb, Marta Jandová (Die Happy).
Ebenfalls 2004 erschien das Buch Kinder der Sehnsucht (Autor: Steffen Kern), das die Geschichte von der „wilden Rockband Kyd Moses“ zu der christlichen Band Allee der Kosmonauten erzählt. Im selben Jahr gelangte ihre Single Ich würd’ gern wissen auf Platz 86 der deutschen Singlecharts.
Während der Tour 2004 formierte sich die Liveband mit Michael Heise (Bass), Andreas Mette (Gitarre), Dee Rosario (Gitarre) und Lars Peter (Keyboard). Die Band trat u. a. auf bei Jesus House, Pro Christ, Maiday, Himmelfahrtsfestival, als Headliner beim Power of Love Festival auf dem evangelischen Kirchentag 2005.
Im Jahr 2005 erreichten sie mit dem Titel Dein Lied beim deutschen Vorentscheid des Eurovision Song Contest den 3. Platz. Es folgte eine Tour durch Deutschland, Österreich und die Schweiz mit über 60 Konzerten. Als wohl erste Musikgruppe trat Allee der Kosmonauten im „Aktuellen Sportstudio“ im ZDF bei Johannes B. Kerner auf und sprach dort über ihren Glauben an Jesus Christus. Begleitet wurde die Truppe von Marcelo Bordon (FC Schalke 04) am Saxophon, der ebenfalls Christ ist. Auch der Empfang in der Staatskanzlei in Mainz durch Kurt Beck und der Auftritt dort war vorher noch keiner Band vergönnt.
2006 gab es eine Neuauflage des Projektes Zeichen der Zeit mit dem Album „David Generation“. Die Single „Ich trage dich“ kam zwar in die Charts, blieb aber hinter dem Erfolg der ersten Single Du bist nicht allein zurück. Ende 2006 erschien das Album „Lobpreis“.
Nach einer ausgedehnten Tour 2007 produzierte die Gruppe im Jahr 2008 den Film Lauter singen, der die Geschichte der Band erzählt und mit Musik, Liveausschnitten sowie privaten Originalaufnahmen die ganzen Jahre dokumentiert. Der Film wurde im Rahmen des Christival 2008 in Bremen vorgestellt, ist aber bislang nicht veröffentlicht.
2008 verließ Jott Fürwitt die Band um sich anderen Projekten zu widmen. Jott Fürwitt äußerte sich dazu nur vage: Es sei „die Zeit gekommen, neue Dinge zu tun“. Genaue Gründe für die Trennung sind noch nicht bekannt. Die Band gab noch einige Konzerte als Allee der Kosmonauten. 2009 entstanden die „GooGs“, bei denen Jott Fürwitt Gitarre spielt und singt. Fürwitt 2011.: „Es war an der Zeit ADK aufzulösen, es war eine schöne und gute Phase, aber am Ende hat sich vieles wiederholt, … trotz des Erfolges. Jetzt kann ich endlich wieder ehrliche Musik machen …“ Die „GooGs“ veröffentlichten 2010 ihre erste EP, 2011 das erste Album.
Ab 2009 trat Marin unter seinem Namen mit den Musikern der Band auf. 2010 erschien das Debüt-Album des Projekts stadtklangfluss, an dem Marin beteiligt war. Im Januar 2012 veröffentlichte Marin sein Solo-Debüt-Album Die Mehrzahl von Glück. Außerdem war offenbar ein Nachfolgeprojekt zu Allee der Kosmonauten mit dem Namen Rakete geplant. Das schon für 2010 angekündigte Album war aber nicht erschienen.
Spätestens im Jahr 2015, als Mischa und Jott erstmals wieder gemeinsam in dem Video Du bist nicht allein der Band „Warum Lila?“ (Cover der Single Zeichen der Zeit) zu sehen sind, gab es Gerüchte über eine Reunion der Band.
Bei GooGs kam es 2017/2018 zu Umbesetzungen, nachdem Dirk Scherer (Git) und Jo Schmidt (Drums) die Band verlassen haben. An der Gitarre ist nun der ehemalige Bassist von Kyd Moses Uli König (1997–1999), so dass sich hier der Kreis schließt. Mit Andy Klein an den Drums, der vorher bei Snailshouse gespielt hatte, hat man einen neuen Drummer gefunden.

## Diskografie

### Singles
- 2001 – Brich mir dein Herz (Grönland/EMI)
- 2001 – Brich mir dein Herz (Vinyl, Remix)
- 2002 – Schneetrick (Grönland/EMI)
- 2004 – Ich würd’ gern wissen (J*Star/Edel)
- 2005 – Dein Lied (J*Star/Edel)

### Alben
- 2005 – Koordinaten (J*Star/Edel)
- 2006 – Lobpreis (J*Star/Gerth Medien)

#### Jott Fürwitt mit GooGs
- 2010: Vorspiel (EP)
- 2011: GooGs 1 (Album)
- 2012: Josef (Single)
- 2013: Die Hitz (Album)
- 2014: So langʼ ich kann (Single)
- 2015: Zusamme uff Platt (Doppel-Live-Album)
- 2019: Des krie mer schun hie (FCK-Single)

Zeichen der Zeit

### Alben
| Jahr | Titel            | Höchstplatzierung, Gesamtwochen, AuszeichnungChartplatzierungen (Jahr, Titel, Platzierungen, Wochen, Auszeichnungen, Anmerkungen) | Höchstplatzierung, Gesamtwochen, AuszeichnungChartplatzierungen (Jahr, Titel, Platzierungen, Wochen, Auszeichnungen, Anmerkungen) | Höchstplatzierung, Gesamtwochen, AuszeichnungChartplatzierungen (Jahr, Titel, Platzierungen, Wochen, Auszeichnungen, Anmerkungen) | Anmerkungen                             |
| Jahr | Titel            | DE | AT | CH | Anmerkungen                             |
| ---- | ---------------- | --- | --- | --- | --------------------------------------- |
| 2004 | Zeichen der Zeit | DE45 (10 Wo.)DE | — | — | Erstveröffentlichung: 29. März 2004     |
| 2006 | David Generation | — | — | — | Erstveröffentlichung: 17. November 2006 |

### Singles
| Jahr | Titel Album                           | Höchstplatzierung, Gesamtwochen, AuszeichnungChartplatzierungen (Jahr, Titel, Album, Platzierungen, Wochen, Auszeichnungen, Anmerkungen) | Höchstplatzierung, Gesamtwochen, AuszeichnungChartplatzierungen (Jahr, Titel, Album, Platzierungen, Wochen, Auszeichnungen, Anmerkungen) | Höchstplatzierung, Gesamtwochen, AuszeichnungChartplatzierungen (Jahr, Titel, Album, Platzierungen, Wochen, Auszeichnungen, Anmerkungen) | Anmerkungen                            |
| Jahr | Titel Album                           | DE | AT | CH | Anmerkungen                            |
| ---- | ------------------------------------- | --- | --- | --- | -------------------------------------- |
| 2003 | Du bist nicht allein Zeichen der Zeit | DE8 (15 Wo.)DE | AT32 (15 Wo.)AT | CH63 (5 Wo.)CH | Erstveröffentlichung: 1. Dezember 2003 |
| 2004 | Ein weiterer Morgen –                 | DE33 (9 Wo.)DE | — | — | Erstveröffentlichung: 24. Mai 2004     |
| 2006 | Ich trage dich David Generation       | DE56 (5 Wo.)DE | — | — | Erstveröffentlichung: 20. Oktober 2006 |